# Ingwar Grundell
Per Olof Ingvar (Ingwar) Grundell, född 25 april 1900 i Ljusdals församling, Gävleborgs län, död 5 maj 1970 i Oscars församling, Stockholm, var en svensk militär.

## Biografi
Grundell avlade studentexamen i Hudiksvall 1919. Han avlade först reservofficersexamen, men blev därefter 1924 fänrik på stat vid Hälsinge regemente, där han befordrades till underlöjtnant 1925 och till löjtnant 1928. Han var lärare vid Infanteriskjutskolan 1928–1934. Åren 1935–1954 tjänstgjorde han i Tygdepartementet (senare Tygavdelningen) i Arméförvaltningen: från 1935 i Underhållsbyrån, i Utbildningsavdelningen och som adjutant åt fälttygmästaren och som chef för Underhållsbyrån 1944–1954. Han befordrades han till kapten i Fälttygkåren 1937, till major i Fälttygkåren 1942, till överstelöjtnant i Fälttygkåren 1948 och till överste i Fälttygkåren 1953. Grundell var chef för Tygförrådsbyrån i Armétygförvaltningen 1954–1960.

## Utmärkelser
- Riddare av första klass av Svärdsorden, 1943.[16]
- Riddare av Vasaorden, 1950.[17]
- Kommendör av Svärdsorden, 4 juni 1960.[18]